# Philoria sphagnicolus
A Philoria sphagnicolus a kétéltűek (Amphibia) osztályának békák (Anura) rendjébe, a mocsárjáróbéka-félék (Limnodynastidae) családjába, azon belül a Philoria nembe tartozó faj. Nevét az élőhelyén domináló növényzetről, a  tőzegmohákról (Sphagnum) kapta.

## Előfordulása
Ausztrália endemikus faja. A Nagy-Vízválasztó-hegység keleti lejtőin, az Új-Dél-Wales állam északkeleti csücskénél emelkedő Mount Hylandtől dél felé a Gloucester Tops hegyekig honos. Elterjedési területének mérete nagyjából 9200 km².

## Megjelenése
Kis méretű békafaj, a hímek hossza a 35 mm-t, a nőstényeké a 37 mm-t érheti el. Hátának színe változatos, a krémszíntől a sárga különböző árnyalatain át a vörösesbarnáig és feketéig terjedhet, számos szabálytalan pettyel és folttal tarkítva. Pofája csúcsától szemén át válláig sötétbarna vagy fekete sáv húzódik melyet felülről vékony fehér vagy krémszínű csík szegélyez. Oldalán hasonló sáv fut végig, egy harmadik sáv pedig ágyékától a hátáig fut. Hasi oldala fehér vagy narancs színű, torka, alteste és végtagjainak alsó része felé gyakran sötétebb barna vagy fekete mintázattal. Bőre sima, vagy csak néhány lapos szemölcs van rajta. Ujjai között nincs úszóhártya.

## Életmódja
Szubtrópusi és mérsékelt övi esőerdők, párás szklerofill (kemény levelű) erdők lakója. Igényli a folyamatos, magas páratartalmú környezetet, ahol az éves csapadékmennyiség meghaladja az 1500 mm-t. Kiterjedt, tőzegmohás, vízzel átitatott talajú területeken él. Szaporodása tavasszak és nyáron történik. A hímek nappal hívják énekükkel a nőstényeket. A nőstény körülbelül 40–60 nagy méretű petét rak sziklahasadékokba, fatörzsek alá vagy a tőzegmohába ásott üregekbe. Az ebihalak a fészekben maradnak és a szikanyagból táplálkoznak. Rendszerint egy hónap alatt kelnek ki. A fészket a hímek őrzik, a nőstények öt nap után elhagyják azt.
Hangyákkal és más rovarokkal táplálkoznak.

## Természetvédelmi helyzete
A vörös lista a veszélyeztetett fajok között tartja nyilván. Új-Dél Wales állam a sebezhető fajok között tartja nyilván, emiatt törvényileg védett. Elterjedési területének nagy része nemzeti parkokra és védett erdőkre esik.